# Arquidiocese de Maseru
A Arquidiocese de Maseru (Archidiœcesis Maseruena) é uma circunscrição eclesiástica da Igreja Católica situada em Maseru, Lesoto. Seu atual Arcebispo é Gerard Tlali Lerotholi, O.M.I.. Sua Sé episcopal é a Catedral de Nossa Senhora das Vitórias de Maseru.
Possui 36 paróquias servidas por 62 padres, abrangendo uma população de 967 478 habitantes, com 50,1% da dessa população jurisdicionada batizada (484 298 católicos).

## História
A prefeitura apostólica de Bassutolândia foi erigida em 8 de maio de 1894, recebendo o território do vicariato apostólico de Kimberley em Orange (hoje diocese de Kimberley).
Em 18 de fevereiro de 1909, a prefeitura apostólica foi elevada à categoria de vicariato apostólico com o breve Ex hac beati Petri do Papa Pio X.
Em 11 de janeiro de 1951, com a bula Suprema Nobis do Papa Pio XII, o vicariato apostólico foi elevado a diocese e recebeu o nome de diocese de Maseru. Ela era originalmente sufragânea da Arquidiocese de Bloemfontein.
Em 11 de dezembro de 1952 cedeu uma parte do seu território em benefício da ereção da diocese de Leribe. Em 3 de janeiro de 1961 cedeu outra parte do território em benefício da ereção da diocese de Qacha's Nek e ao mesmo tempo foi elevada à categoria de arquidiocese metropolitana com a bula Etsi priores do Papa João XXIII.
Em 10 de novembro de 1977 cedeu mais uma porção de território em benefício da ereção da diocese de Mohale's Hoek.
Recebeu a visita apostólica do Papa João Paulo II em 15 de setembro de 1988.

## Prelados
| #                  | Nome                              | Período     | Notas                        |
| Arcebispos         | Arcebispos                        | Arcebispos  | Arcebispos                   |
| ------------------ | --------------------------------- | ----------- | ---------------------------- |
| 4º                 | Gerard Tlali Lerotholi, O.M.I.    | 2009 –      |                              |
| 3º                 | Bernard Mohlalisi, O.M.I.         | 1990 – 2009 |                              |
| 2º                 | Alfonso Liguori Morapeli, O.M.I.  | 1967 – 1989 |                              |
| 1º                 | Emanuel Mabathoama, O.M.I.        | 1961 – 1966 |                              |
| Bispos             |                                   |             |                              |
| 1º                 | Joseph Delphis Desrosiers, O.M.I. | 1951 – 1961 | nomeado bispo de Qacha's Nek |
| Vigário apostólico |                                   |             |                              |
| 3º                 | Joseph Delphis Desrosiers, O.M.I. | 1948 – 1951 | Elevado a bispo diocesano    |
| 2º                 | Joseph Bonhomme, O.M.I.           | 1933 – 1947 |                              |
| 1º                 | Jules-Joseph Cénez, O.M.I.        | 1895 – 1930 | Antes prefeito apostólico    |